# Victoria (partido político griego)
El Movimiento Patriótico Democrático - Victoria (en griego: Νίκη, Niki) es un partido político griego fundado por el educador Dimitris Natsios en 2019.
Sus principales posiciones programáticas se definen como el tríptico "Fe, Nación, Familia", la reestructuración radical de la educación, el cambio de régimen para la adquisición de la ciudadanía griega por parte de inmigrantes y refugiados, la adopción de medidas para resolver el problema demográfico, así como la recompensa económica y moral por tener varios niños y el apoyo de la familia tradicional.

## Historia
El partido fue fundado por el profesor de educación pública y teólogo Dimitrios Natsios el 17 de junio de 2019 en Tesalónica, después de la firma del acuerdo de Prespa y un mes antes de las elecciones parlamentarias de 2019, en las que no participó. Surgió en las urnas poco antes de las elecciones de mayo de 2023, habiendo aumentado en fuerza después de la exclusión de los partidos de extrema derecha de las elecciones. Reunió los porcentajes más grandes en el norte de Grecia y específicamente en Macedonia.
En las elecciones de junio de 2023 recogió 192.154 votos, es decir 3,7% e ingresó al Parlamento griego con 10 escaños.
Dos personas incluidas en las listas del partido tienen un vínculo a Paisios del Monte Athos; uno como su pariente y el otro como su biógrafo y discípulo espiritual. Se dice que Niki recibe el apoyo de los monasterios del Monte Athos y las hermandades cristianas ortodoxas, sin embargo, el Monasterio de Filoteo y el Monasterio de Karakalos negaron públicamente los informes. El arzobispo Jerónimo II de Atenas expresó su oposición a la instrumentalización de la fe.
Con respecto a la financiación del partido, se ha afirmado que recibió apoyo de empresarios y armadores específicos, como Victor Restis, que negaron cualquier participación, mientras que el partido declaró que sus ingresos provienen exclusivamente de las donaciones de los miembros, y solicitó el control financiero para todos los partidos griegos.

## Ideología y tesis
Niki ha sido descrito como un partido que pertenece al espacio más amplio de la derecha, con la religión, la patria y la familia como ejes principales. El partido no se ubica a sí mismo en el espectro izquierda-derecha, mientras que propone una “gobernanza cristianocéntrica” con una separación paralela de los partidos políticos del Estado. De acuerdo con su constitución, los expolíticos, funcionarios gubernamentales y masones no son aceptados como miembros del partido. Asimismo, las posiciones del partido incluyen el reclamo de que aquellos políticos que han participado en gobiernos acusados de dilapidar el dinero público y aumentar la deuda pública deben rendir cuentas ante los tribunales, así como limitar su derecho a la reelección.
En materia de política exterior, el partido rechaza por completo el Acuerdo de Prespa. Mantiene una actitud neutral hacia terceros países, favoreciendo la ortodoxia como elemento unificador de los pueblos balcánicos. No está de acuerdo con el apoyo de Grecia a Ucrania con respecto a la invasión de Rusia, prefiriendo en cambio la neutralidad. En cuanto a las relaciones de Grecia con Turquía, argumenta que los problemas entre ellos solo pueden resolverse con una demostración de fuerza.
El partido hace referencia a características de la nación griega que promueve como la lengua, la historia y la tradición, al tiempo que pone especial énfasis en la educación, criticando determinados contenidos de los libros escolares y prejuiciando la redacción de otros nuevos. Se opone al aborto y a la educación sexual. También enfatiza la importancia de mejorar el sistema nacional de salud y las fuerzas armadas, así como la reorganización en sus diversos sectores. El partido se ha opuesto a los procedimientos médicos obligatorios, como la vacunación impuesta durante la pandemia de Covid-19.

## Resultados electorales
| Año       | Votos        | %    | Escaños | ±  |
| --------- | ------------ | ---- | ------- | -- |
| May. 2023 | 172.208 (#6) | 2,92 | 0/300   |    |
| Jun. 2023 | 193.124 (#7) | 3,70 | 10/300  | 10 |

### Elecciones europeas
| Año  | Votos        | %    | Escaños |
| ---- | ------------ | ---- | ------- |
| 2024 | 173.574 (#6) | 4,37 | 1/21    |